# 충주시장 선거
충주시장 선거는 충청북도 충주시의 시장을 선출하는 선거이다.

## 역대 민선 충주시장
| 선거   | 정당 | 정당       | 시장   |
| ------ | ---- | ---------- | ------ |
| 1995년 |      | 민주자유당 | 이시종 |
| 1998년 |      | 무소속     | 이시종 |
| 2002년 |      | 한나라당   | 이시종 |
| 2004년 |      | 한나라당   | 한창희 |
| 2006년 |      | 한나라당   | 한창희 |
| 2006년 |      | 한나라당   | 김호복 |
| 2010년 |      | 민주당     | 우건도 |
| 2011년 |      | 한나라당   | 이종배 |
| 2014년 |      | 새누리당   | 조길형 |
| 2018년 |      | 자유한국당 | 조길형 |
| 2022년 |      | 국민의힘   | 조길형 |

## 역대 선거 결과

### 제1회 전국동시지방선거
|  | 42.05% |

|  | 33.75% |

|  | 13.89% |

|  | 5.75% |

|  | 4.53% |

### 제2회 전국동시지방선거
|  | 62.15% |

|  | 37.84% |

### 제3회 전국동시지방선거
|  | 56.67% |

|  | 29.25% |

|  | 14.06% |

### 2004년 대한민국 재보궐선거
이시종 시장의 사임으로 인해 치러진 2004년 대한민국 재보궐선거에서 한나라당 한창희 후보가 당선되었다.

### 제4회 전국동시지방선거
|  | 60.15% |

|  | 35.44% |

|  | 4.40% |

### 2006년 대한민국 재보궐선거
한창희 시장의 시장직 상실로 인해 치러진 2006년 대한민국 재보궐선거에서 한나라당 김호복 후보가 당선되었다.

### 제5회 전국동시지방선거
|  | 49.06% |

|  | 45.74% |

|  | 2.72% |

|  | 2.46% |

### 2011년 대한민국 재보궐선거
|  | 50.31% |

|  | 23.77% |

|  | 13.07% |

|  | 12.82% |

### 제6회 전국동시지방선거
|  | 51.82% |

|  | 43.02% |

|  | 5.15% |

### 제7회 전국동시지방선거
|  | 50.66% |

|  | 49.33% |

### 제8회 전국동시지방선거
|  | 58.02% |

|  | 38.76% |

|  | 1.69% |

|  | 1.51% |